# هشام الكروج
هشام الكروج (مواليد 14 سبتمبر 1974) هو عداء مغربي سابق، له إنجازات عديدة في رياضة ألعاب القوى، يعتبر من قبل الكثيرين أفضل عداء في سباق 1500 متر، ما زال رقمه القياسي في سباق 1,500 متر الذي حققه في روما عام 1998، 3:26:00 قائما لحد الآن ولم يتمكن أي عداء من تحطيمه، اعتزل في 22 مايو 2006 بعد إصابة في ظهره أثناء بطولة العالم للقاعات المغلقة في موسكو، يشغل الكروج منصب ممثل الاتحاد الدولي لألعاب القوى واليونيسيف واللجنة الأولمبية الدولية.
حقق خلال أولمبياد أثينا 2004 إنجازا تاريخيا بنيل ميداليتين ذهبيتين اولمبيتين بعد فوزه بسباقي 1500 و5000 متر بعد منافسة شرسة في سباق 1500 مع العداء برنارد لاجات ومع كينينيسا بيكيلي في مسافة 5000 متر.

## النشأة
وُلد هشام الكروج في 14 سبتمبر 1974 في مدينة بركان شمال شرق المغرب، وسط عائلة من المزارعين. في البداية، مارس كرة القدم وكرة السلة في مساعيه لأن يصبح رياضيًا، لكن شرارته في رياضة ألعاب القوى جاءت في سن 13 عامًا، عندما أدرك مدرب محلي موهبته وشجعه على ممارسة الرياضة. ووفقًا للكروج، فإن نشأته الحضرية وقربه من ملعب رياضي سمح له بمشاهدة مسابقات ألعاب القوى كثيرًا، مما غذى شغفه بالجري.

## مسيرته
كان هشام الكروج يلعب كرة القدم في صغره وبالتحديد كحارس مرمى، لكن نصحته أمه للتوجه للعدو خصوصا أنه ومنذ صغره كان منبهرا بإنجازات مواطنه المغربي سعيد عويطة، فوهب هشام الكروج نفسه للتفوق في العدو، وانضم بعد ذلك إلى المعهد الوطني لألعاب القوى بالرباط سنة 1990 وهو ابن 16 سنة.
كانت بداية مسيرته الدولية سنة 1995 عندما استطاع الفوز ببطولة العالم لألعاب القوى داخل القاعة في سباق 1500 متر قبل أن يحل في المركز الثاني للسباق نفسه ويحصل على الميدالية الفضية في بطولة العالم لألعاب القوى للهواء الطلق للعام نفسه والتي أقيمت بكوتبرغ السويدية.
بعد ذلك استطاع الفوز بثلاث بطولات العالم متتالية في سباق 1500 متر أعوام 1997 في 1999 في 2001. الكروج هو العداء العربي الأكثر تتويجا في بطولة العالم لألعاب القوى منذ انطلاق المشاركة العربية في هذه البطولة. وهو أيضا حامل الرقم القياسي العالمي في 1500 متر، المايل و 2000 متر، ويعتبر أفضل عداء للمسافات المتوسطة في العالم وربما في التاريخ.

### الأولمبياد
للكروج تاريخ طويل مع الأولمبياد، فبعد أن كان في قمة تألقه دخل أولمبياد أتلانتا 1996 وكان قريبا من التتويج، تسبب سوء حظه في أن يصطدم بزميله الجزائري نور الدين مرسلي وسقط على الأرض خلال السباق.
وجاءت المشاركة الثانية له في سيدني 2000 وجاء في المركز الثاني مكتفيا بالحصول علي الميدالية الفضية.
أما المشاركة الثالثة في أثينا 2004 فقد كانت استثنائية، حيث حصل على ميداليتين ذهبيتين في سباقي 1500 متر و5000 متر.

## الجوائز

### الألعاب الأولمبية
- الألعاب الأولمبية الصيفية 2000 في سيدني  أستراليا
  -  ميدالية فضية في سباق 1500 متر.
- الألعاب الأولمبية الصيفية 2004 في أثينا  اليونان
  -  ميدالية ذهبية في سباق 1500 متر.
  -  ميدالية ذهبية في سباق 5000 متر.

### بطولة العالم
- بطولة العالم لألعاب القوى 1995 في غوتنبرغ  السويد
  -  ميدالية فضية في سباق 1500 متر.
- بطولة العالم لألعاب القوى 1997 في أثينا  اليونان
  -  ميدالية ذهبية في سباق 1500 متر.
- بطولة العالم لألعاب القوى 1999 في سيفيلا  إسبانيا
  -  ميدالية ذهبية في سباق 1500 متر.
- بطولة العالم لألعاب القوى 2001 في إدمونتون  كندا
  -  ميدالية ذهبية في سباق 1500 متر.
- بطولة العالم لألعاب القوى 2003 في باريس  فرنسا
  -  ميدالية ذهبية في سباق 1500 متر.
  -  ميدالية فضية في سباق 5000 متر.

### بطولة العالم داخل الصالات
- بطولة العالم لألعاب القوى داخل الصالات 1995 في برشلونة  إسبانيا
  -  ميدالية ذهبية في سباق 1500 متر
- بطولة العالم لألعاب القوى داخل الصالات 1997 في باريس  فرنسا
  -  ميدالية ذهبية في سباق 1500 متر
- بطولة العالم لألعاب القوى داخل الصالات 2001 في لشبونة  البرتغال
  -  ميدالية ذهبية في سباق 3000 متر

## الدوري الذهبي
فاز بالدوري الذهبي سنوات:
- الدوري الذهبي 1998
- الدوري الذهبي 2000
- الدوري الذهبي 2001
- الدوري الذهبي 2002

## الأرقام القياسية العالمية

### الهواء الطلق
- 7 سبتمبر 1999 (2000 م) 4:44:79 في برلين  ألمانيا
- 7 يوليه 1999 (المايل) 3:43:13 في روما  إيطاليا
- في يوليو 1998 (1500 م) 3:26:00 في روما  إيطاليا

### القاعة المغلقة
- 12 فبراير 1997 (المايل) 3:48:45 في جنت  بلجيكا
- 2 فبراير 1997 (1500 م) 3:31:18 في شتوتغارت  ألمانيا